# Гельвич, Эдуард Альбертович
Эдуард Альбертович Гельвич (1925 — 2008) — советский российский учёный, разработчик электровакуумных СВЧ-приборов для радиолокационных систем. Доктор технических наук.

## Биография
Родился 9 января 1925 года. После начала войны эвакуировался из Харькова в Челябинск.
Окончил ЛПИ имени М. И. Калинина (1951), после чего работал в НИИ-160 ГКРЭ (НПП «Исток», г. Фрязино): инженер, старший инженер, зам. главного инженера, начальник лаборатории, отдела и сектора, начальник научно-производственного комплекса, главный научный сотрудник.
В качестве главного конструктора участвовал в создании более 80 типов СВЧ-приборов.

## Публикации
Соавтор монографии:
- Генераторы и усилители СВЧ : [монография] / ; под ред. И. В. Лебедева. — М. : Радиотехника, 2005. — 351 с. : ил., табл.; 20 см. — (Научная серия : Электронные приборы и техника СВЧ).; ISBN 5-88070-074-7 (в обл.)

## Признание
- премия Правительства РФ (1995) — за разработку новых технологий в лечении болезней сосудов у новорожденных и детей раннего возраста
- два ордена «Знак Почёта» (1957, 1961)
- орден Октябрьской революции (1974)
- Почётный радист (1983)
- Почётный работник электронной промышленности (2001).